# Oswaldo López Arellano
Oswaldo Enrique López Arellano (Danlí, 30 giugno 1921 – Tegucigalpa, 16 maggio 2010) è stato un generale, politico e dittatore honduregno.
Fu per due volte presidente della repubblica dell'Honduras, dal 1963 al 1971 come primo mandato e successivamente dal 1972 al 1975 mediante un golpe militare.

## Biografia
Nato da un'influente famiglia di criollos proprietari terrieri, studio alla scuola americana di Tegucigalpa, dove apprese la lingua inglese, di cui in seguito sarebbe divenuto un fluente locutore.
All'età di diciotto anni entrò nell'esercito dove fece una rapida carriera raggiungendo il grado di colonnello; durante la sua permanenza nelle forze armate, dal 1943 al 1945 visse in Arizona, dove studiò meccanica dell'aviazione e dove strinse forti legami personali con la cultura americana.
Dopo aver fatto brevemente parte di un governo di giunta militare come figura secondaria nel 1957, entrò in politica con il Partito Nazionale dell'Honduras e venne regolarmente eletto presidente tramite elezioni nel 1963, carica che mantenne fino al 1971 quando venne sconfitto dal rivale Ramón Ernesto Cruz.
Non soddisfatti di questo nuovo governo, decisamente di stampo socialista, l'oligarchia e l'esercito honduregno, sostenuti anche dagli Stati Uniti, organizzarono un golpe che riportò al potere Arellano, il 4 dicembre del 1972.
Durante il suo governo, gli Stati Uniti finanziarono ampiamente il rinnovamento dell'agricoltura del paese, patto che l'Honduras permettesse alle multinazionali agricole americane di impiantare coltivazioni di banane nel fertile suolo del paese, e che l'Honduras vedesse negli Stati Uniti un partner commerciale privilegiato.
Conseguenza di queste decisioni fu l'immigrazione di oltre 300.000 salvadoregni nel paese e le conseguenti tensioni sociali e politiche tra i due paesi, che sfociarono nella Guerra del calcio del 1969, terminata con un armistizio e l'espulsione degli immigrati e la confisca delle loro proprietà.
Fu deposto nel 1975 a seguito di un altro golpe militare, capeggiato dal suo ex amico nonché generale Juan Alberto Melgar Castro.
Morì a Tegucigalpa il 16 maggio del 2010.